# Kulturno društvo leonskega jezika El Fueyu
Kulturno društvo leonskega jezika El Fueyu (leonsko Asociación Cultural de la Llingua Llïonesa El Fueyu) je bila jezikovna organizacija v Španiji, ki je bila namenjena podpešiti oživitev leonskega jezika (del asturleonščine) in zagovarjati pravice leonskih govorcev.
Društvo je bilo ustanovljeno 2005 v Leónu, v središču dežele León, vendar je delovalo tudi v Zamori in Salamanci, kjer pravtako govorijo leonščino. Leta 2011 je prenehalo s svojo dejavnostjo.
El Fueyu je z dovoljenjem samouprav in drugih javnih ustanov organiziral jezikovne tečaje leonščine v Leónu, Mansilli, Valenciji de Don Juan, La Bañezi in mestu Zamori. 20. junija 2006 so prvič organizirali dan leonskega jezika, ki ga je organiziralo skupaj z mestnim svetom León. Prireditev je bila odvisna od političnega društva Mladinski zbor (Conceyu Xoven). 18. junija 2011 je bil šesti in hkrati tudi zadnji dan leonskega jezika.
Društvo je s pomočjo nogometnega društva v Ponferradi izdalo še zbirko Cuentos del Sil, v kateri so bile objavljene novele v leonščini.